# Séries éliminatoires de la Coupe Stanley 1952
Année précédente Année suivante
Les séries éliminatoires de la Coupe Stanley 1952 font suite à la saison 1951-1952 de la Ligue nationale de hockey. Les quatre équipes qualifiées pour les séries sont, dans l'ordre du classement, Red Wings de Détroit, Canadiens de Montréal, Maple Leafs de Toronto et Bruins de Boston. Les Red Wings remportent la cinquième Coupe Stanley de leur histoire en battant les Canadiens en finale, en quatre rencontres après avoir éliminé les Maple Leafs également en quatre matchs sans réponse.

## Tableau
|  | Demi-finales                               | Demi-finales                      |         |   | Finale de la Coupe Stanley  | Finale de la Coupe Stanley  |
|  | Demi-finales                               | Demi-finales                      |         |   | Finale de la Coupe Stanley  | Finale de la Coupe Stanley  |
|  |                                            |                                   |         |   |                             |                             |
|  | 25, 27, 29 mars et 1er avril 1952          | 25, 27, 29 mars et 1er avril 1952 |         |   | 11, 12, 13 et 15 avril 1952 | 11, 12, 13 et 15 avril 1952 |
|  | 25, 27, 29 mars et 1er avril 1952          | 25, 27, 29 mars et 1er avril 1952 |         |   | 11, 12, 13 et 15 avril 1952 | 11, 12, 13 et 15 avril 1952 |
|  | Détroit                                    | 4                                 |         |   | 11, 12, 13 et 15 avril 1952 | 11, 12, 13 et 15 avril 1952 |
|  | Détroit                                    | 4                                 |         |   | 11, 12, 13 et 15 avril 1952 | 11, 12, 13 et 15 avril 1952 |
|  | Toronto                                    | 0                                 |         |   | 11, 12, 13 et 15 avril 1952 | 11, 12, 13 et 15 avril 1952 |
|  | Toronto                                    | 0                                 | Détroit | 4 |                             |                             |
|  | 25, 27, 30 mars, 1er, 3, 6 et 8 avril 1952 |                                   | Détroit | 4 |                             |                             |
|  |                                            | Montréal                          | 0       |   |                             |                             |
|  | Montréal                                   | Montréal                          | 0       | 4 |                             |                             |
|  | Montréal                                   |                                   |         | 4 |                             |                             |
|  | Boston                                     | 3                                 |         |   |                             |                             |
|  | Boston                                     | 3                                 |         |   |                             |                             |

## Résultats des rencontres

### Demi-finales

#### Toronto contre Détroit
| 25 mars | Red Wings de Détroit | 3-0 (1-0, 0-0, 2-0) | Maple Leafs de Toronto | Olympia Stadium 14 316 spectateurs |

| Feuille de match | Feuille de match                                                                                                 | Feuille de match | Feuille de match | Feuille de match |
| ---------------- | --- | ---------------- | ---------------- | ---------------- |
|                  | R. Kelly — 13 min 35 s S. Abel (S. Howe, T. Lindsay) — 42 min 59 s J. Wilson (M. Prystai, B. Woit) — 54 min 21 s | 1-0 2-0 3-0      | - -              |                  |
| Terry Sawchuk    | Gardiens | Al Rollins       |                  |                  |
|                  | |                  |                  |                  |
|                  | |                  |                  |                  |

| 27 mars | Red Wings de Détroit | 1-0 (1-0, 0-0, 0-0) | Maple Leafs de Toronto | Olympia Stadium 15 416 spectateurs |

| Feuille de match | Feuille de match                                   | Feuille de match | Feuille de match | Feuille de match |
| ---------------- | -------------------------------------------------- | ---------------- | ---------------- | ---------------- |
|                  | J. Wilson (A. Delvecchio, M. Prystai) — 15 min 3 s | 1-0              | -                |                  |
| Terry Sawchuk    | Gardiens                                           | Al Rollins       |                  |                  |
|                  |                                                    |                  |                  |                  |
|                  |                                                    |                  |                  |                  |

| 29 mars | Maple Leafs de Toronto | 2-6 (1-2, 1-2, 0-2) | Red Wings de Détroit | Maple Leaf Gardens 11 526 spectateurs |

| Feuille de match | Feuille de match                                                                             | Feuille de match                | Feuille de match | Feuille de match |
| ---------------- | -------------------------------------------------------------------------------------------- | ------------------------------- | --- | ---------------- |
|                  | - J. Klukay (R. Timgren) — 11 min 16 s - M. Bentley (J. Klukay, F. Flaman) — 32 min 20 s - - | 0-1 1-1 1-2 1-3 1-4 2-4 2-5 2-6 | M. Pavelich (G. Skov, B. Goldham) — 10 min 57 s - T. Lindsay (S. Howe) — 16 min 57 s J. Wilson (A. Delvecchio, M. Prystai) — 22 min 10 s L. Reise (T. Lindsay, S. Abel) — 30 min 22 s - J. Wilson (M. Prystai) — 40 min 43 s B. Woit (S. Howe) — 48 min 47 s |                  |
| Turk Broda       | Gardiens                                                                                     | Terry Sawchuk                   | |                  |
|                  |                                                                                              |                                 | |                  |
|                  |                                                                                              |                                 | |                  |

| 1er avril | Maple Leafs de Toronto | 1-3 (1-2, 0-1, 0-0) | Red Wings de Détroit | Maple Leaf Gardens 13 547 spectateurs |

| Feuille de match | Feuille de match                       | Feuille de match | Feuille de match | Feuille de match |
| ---------------- | -------------------------------------- | ---------------- | --- | ---------------- |
|                  | H. Watson (F. Flaman) — 2 min 56 s - - | 1-0 1-1 1-2 1-3  | - T. Lindsay (V. Stasiuk) — 4 min 35 s T. Leswick (G. Skov, M. Pronovost) — 9 min 42 s S. Abel (S. Howe) — 24 min 52 s |                  |
| Al Rollins       | Gardiens                               | Terry Sawchuk    | |                  |
|                  |                                        |                  | |                  |
|                  |                                        |                  | |                  |

#### Boston contre Montréal
| 25 mars | Canadiens de Montréal | 5-1 (1-0, 2-1, 2-0) | Bruins de Boston | Forum de Montréal 14 357 spectateurs |

| Feuille de match | Feuille de match | Feuille de match        | Feuille de match                          | Feuille de match |
| ---------------- | --- | ----------------------- | ----------------------------------------- | ---------------- |
|                  | M. Richard (E. Lach) — 3 min 46 s D. Moore (M. Richard) — 20 min 30 s - M. Richard (D. Moore) — 34 min 16 s B. Reay — 43 min 9 s F. Curry (D. Harvey) — 59 min 24 s | 1-0 2-0 2-1 3-1 4-1 5-1 | - P. Lund (E. Sandford) — 26 min 27 s - - |                  |
| Gerry McNeil     | Gardiens | Jim Henry               |                                           |                  |
|                  | |                         |                                           |                  |
|                  | |                         |                                           |                  |

| 27 mars | Canadiens de Montréal | 4-0 (2-0, 1-0, 1-0) | Bruins de Boston | Forum de Montréal 14 895 spectateurs |

| Feuille de match | Feuille de match | Feuille de match | Feuille de match | Feuille de match |
| ---------------- | --- | ---------------- | ---------------- | ---------------- |
|                  | K. Mosdell (D. St-Laurent) — 4 min 1 s B. Geoffrion (M. Richard, E. Lach) — 9 min 49 s B. Geoffrion (B. Reay, P. Meger) — 33 min 39 s B. Geoffrion (É. Bouchard, P. Meger) — 57 min 34 s | 1-0 2-0 3-0 4-0  | - -              |                  |
| Gerry McNeil     | Gardiens | Jim Henry        |                  |                  |
|                  | |                  |                  |                  |
| 31               | Tirs | 28               |                  |                  |

| 30 mars | Bruins de Boston | 4-1 (0-0, 3-0, 1-1) | Canadiens de Montréal | Boston Garden 11 526 spectateurs |

| Feuille de match | Feuille de match | Feuille de match    | Feuille de match               | Feuille de match |
| ---------------- | --- | ------------------- | ------------------------------ | ---------------- |
|                  | Laycoe — 22 min 5 s Creighton (McIntyre) — 22 min 33 s Sandford (Laycoe) — 23 min 7 s MacKell (Dumart) — 46 min 14 s - | 1-0 2-0 3-0 4-0 4-1 | - Curry (Gamble) — 55 min 24 s |                  |
| Jim Henry        | Gardiens | Gerry McNeil        |                                |                  |
|                  | |                     |                                |                  |
|                  | |                     |                                |                  |

| 1er avril | Bruins de Boston | 3-2 (1-0, 1-1, 1-1) | Canadiens de Montréal | Boston Garden 11 065 spectateurs |

| Feuille de match | Feuille de match | Feuille de match    | Feuille de match                                                                      | Feuille de match |
| ---------------- | --- | ------------------- | ------------------------------------------------------------------------------------- | ---------------- |
|                  | Chevrefils (Labine, Schmidt) — 9 min 53 s Schmidt (Quackenbush) — 26 min 55 s - MacKell (Sandford, Quackenbush) — 54 min 37 s | 1-0 2-0 2-1 2-2 3-2 | - Curry (Meger, Harvey) — 39 min 46 s (SN) Curry (Harvey, St-Laurent) — 46 min 48 s - |                  |
| Jim Henry        | Gardiens | Gerry McNeil        |                                                                                       |                  |
|                  | |                     |                                                                                       |                  |
|                  | |                     |                                                                                       |                  |

| 3 avril | Canadiens de Montréal | 0-1 (0-0, 0-0, 0-1) | Bruins de Boston | Forum de Montréal |

| Feuille de match | Feuille de match | Feuille de match | Feuille de match                            | Feuille de match |
| ---------------- | ---------------- | ---------------- | ------------------------------------------- | ---------------- |
|                  | -                | 0-1              | McIntyre (Creighton, Peirson) — 43 min 30 s |                  |
| Gerry McNeil     | Gardiens         | Jim Henry        |                                             |                  |
|                  |                  |                  |                                             |                  |
|                  |                  |                  |                                             |                  |

| 6 avril | Bruins de Boston | 2-3 (2-0, 0-1, 0-1, 0-1) | Canadiens de Montréal | Boston Garden |

| Feuille de match | Feuille de match                                                                  | Feuille de match    | Feuille de match                                                                        | Feuille de match |
| ---------------- | --------------------------------------------------------------------------------- | ------------------- | --------------------------------------------------------------------------------------- | ---------------- |
|                  | Schmidt (Chevrefils) — 2 min 53 s Creighton (Peirson, McIntyre) — 11 min 44 s - - | 1-0 2-0 2-1 2-2 2-3 | - Mazur (Curry, Reay) — 24 min 35 s Richard — 31 min 5 s Masnick (Harvey) — 87 min 49 s |                  |
| Jim Henry        | Gardiens                                                                          | Gerry McNeil        |                                                                                         |                  |
|                  |                                                                                   |                     |                                                                                         |                  |
|                  |                                                                                   |                     |                                                                                         |                  |

| 8 avril | Canadiens de Montréal | 3-1 (1-1, 0-0, 2-0) | Bruins de Boston | Forum de Montréal |

| Feuille de match | Feuille de match                                                                             | Feuille de match | Feuille de match                                    | Feuille de match |
| ---------------- | -------------------------------------------------------------------------------------------- | ---------------- | --------------------------------------------------- | ---------------- |
|                  | Mazur — 4 min 25 s - Richard (Bouchard) — 56 min 19 s Reay (Curry, St-Laurent) — 59 min 26 s | 1-0 1-1 2-1 3-1  | - Sandford (MacKell, Quackenbush) — 12 min 25 s - - |                  |
| Gerry McNeil     | Gardiens                                                                                     | Jim Henry        |                                                     |                  |
|                  |                                                                                              |                  |                                                     |                  |
|                  |                                                                                              |                  |                                                     |                  |

### Finale de la Coupe Stanley
Terry Sawchuk réalise un exploit sans précédent en réussissant quatre blanchissages en huit matchs de série et avec une moyenne de but alloués de 0,63.
| 11 avril | Canadiens de Montréal | 1-3 (0-0, 0-1, 1-2) | Red Wings de Détroit | Forum de Montréal |

| Feuille de match | Feuille de match                           | Feuille de match | Feuille de match                                                                                  | Feuille de match |
| ---------------- | ------------------------------------------ | ---------------- | ------------------------------------------------------------------------------------------------- | ---------------- |
|                  | - Johnson (Curry, Olmstead) — 51 min 1 s - | 0-1 0-2 1-2 1-3  | Leswick (Pavelich) — 23 min 27 s Leswick (Skov) — 47 min 59 s - Lindsay (Abel) — 59 min 44 s (CV) |                  |
| McNeil           | Gardiens                                   | Sawchuk          |                                                                                                   |                  |
|                  |                                            |                  |                                                                                                   |                  |
| 30               | Tirs                                       | 32               |                                                                                                   |                  |

| 12 avril | Canadiens de Montréal | 1-2 (1-1, 0-1, 0-0) | Red Wings de Détroit | Forum de Montréal 14 549 spectateurs |

| Feuille de match | Feuille de match                        | Feuille de match | Feuille de match                                                   | Feuille de match |
| ---------------- | --------------------------------------- | ---------------- | ------------------------------------------------------------------ | ---------------- |
|                  | - Lach (Geoffrion) — 18 min 37 s (SN) - | 0-1 1-1 1-2      | Pavelich (Leswick, Skov) — 16 min 9 s - Lindsay — 20 min 43 s (SN) |                  |
| McNeil           | Gardiens                                | Sawchuk          |                                                                    |                  |
|                  |                                         |                  |                                                                    |                  |
| 18               | Tirs                                    | 29               |                                                                    |                  |

| 13 avril | Red Wings de Détroit | 3-0 (1-0, 1-0, 1-0) | Canadiens de Montréal | Olympia Stadiium 14 018 spectateurs |

| Feuille de match | Feuille de match                                                                                     | Feuille de match | Feuille de match | Feuille de match |
| ---------------- | --- | ---------------- | ---------------- | ---------------- |
|                  | G. Howe (Stasiuk) — 4 min 31 s (SN) Lindsay (G. Howe) — 29 min 13 s G. Howe (Pavelich) — 46 min 54 s | 1-0 2-0 3-0      | - -              |                  |
| Sawchuk          | Gardiens                                                                                             | McNeil           |                  |                  |
|                  | |                  |                  |                  |
| 26               | Tirs                                                                                                 | 25               |                  |                  |

| 15 avril | Red Wings de Détroit | 3-0 (1-0, 1-0, 1-0) | Canadiens de Montréal | Olympia Stadium 1 454 spectateurs |

| Feuille de match | Feuille de match                                                                                  | Feuille de match | Feuille de match | Feuille de match                                        |
| ---------------- | ------------------------------------------------------------------------------------------------- | ---------------- | ---------------- | ------------------------------------------------------- |
|                  | Prystai (Delvecchio, Wilson) — 6 min 50 s (SN) Skov (Prystai) — 39 min 39 s Prystai — 47 min 35 s | 1-0 2-0 3-0      | - -              | Arbitrage : Bill Chadwick Bill Morrison et George Hayes |
| Sawchuk          | Gardiens                                                                                          | McNeil           |                  | Arbitrage : Bill Chadwick Bill Morrison et George Hayes |
| 6 min            | Pénalités                                                                                         | 8 min            |                  | Arbitrage : Bill Chadwick Bill Morrison et George Hayes |
| 34               | Tirs                                                                                              | 26               |                  | Arbitrage : Bill Chadwick Bill Morrison et George Hayes |